# Heterochelus amabilis
Heterochelus amabilis är en skalbaggsart som beskrevs av Kulzer 1960. Heterochelus amabilis ingår i släktet Heterochelus och familjen Melolonthidae. Inga underarter finns listade i Catalogue of Life.